# であいもん
『であいもん』は、浅野りんによる日本の漫画作品。『ヤングエース』（KADOKAWA）にて2016年5月号より連載中。
「であいもん」という言葉自体は、京言葉で「食材同士が合わさることでお互いの良さを引き出す、取り合わせの良い食べ物」という意味を持つ。

## あらすじ
舞台は京都の和菓子屋「緑松」。
1人息子の納野和は、大学卒業後に家を飛び出して10年間東京で暮らしていたが、実家からの手紙で父が入院したことを知らされ、店を継ぐ決心をして実家に戻る。ところが、彼が不在の間に、店では雪平一果という少女が看板娘として働いていた。
和の母は、和が両親がそばにいない一果の親代わりになることを期待するが、一果は一度店を捨てた和を敵視。同時に一果は、店を継ぐのは自分であると宣言する。季節のうつろいとともに和と一果は少しずつ心を通わせ、周囲の人々とも絆を深めていく。

## 登場人物
声の項はテレビアニメ版の声優。

### 主要人物
納野 和（いりの なごむ）
声 - 島﨑信長、渡邉はるか（幼少期）
本作の主人公。ノリと勢いに流されがちのお調子者。愛想が良く常連や近所の人たちからも親しまれている。大学卒業後にミュージシャンを目指して実家の和菓子屋「緑松（りょくしょう）」を飛び出し、東京でバンド活動をして暮らしていたが、バンドが解散して意気消沈していたところに父の入院を知らされ、店を継ぐ決心をして10年ぶりに実家に戻った。父には跡継ぎはもういると言われるが、緑松で見習いとして修業を始める。一果のことを家族として受け入れ、娘のように大切に思っている。緑松の和菓子をとても好んでおり、実家を飛び出してからも何かと実家を気にしていた。
雪平 一果（ゆきひら いつか）
声 - 結木梢
1年ほど前から納野家に居候している少女。物語開始時点で10歳。平伍からは緑松の跡継ぎとして認められており、本人も和に跡継ぎの座を譲る気はないと宣言する。行方不明の父親を探して人の出入りが多い場所に足を運ぶことがあり、京都駅で和を父親と間違えた。その後も父親と和のイメージを重ねることがある。

### 緑松の人々
納野 平伍（いりの へいご）
声 - 小山力也
和の父で緑松の主人。一果を我が子同然に可愛がっている。和には厳しく接しているが、内心では和菓子に関するセンスを認めている。
納野 富紀（いりの ふき）
声 - 大原さやか
和の母で緑松の女将。他者に頼ることに慣れていない一果を心配し、親代わりになるよう和を促す。
巽 政（たつみ まさ）
声 - 岩崎ひろし
緑松の職人。長年緑松で働いている。通称は「政さん」。
お鶴さん（おつるさん）
声 - ゆきのさつき
緑松の従業員。長年緑松で働いている。
小梅（こうめ、声 - 森嶋優花）と優梅（ゆう、声 - 綾瀬みゆう）という孫がいる。その母親である娘の春心（はるみ、声 - 小岩井ことり）は和の2歳上の幼馴染。
瀬戸 咲季（せと さき）
声 - 永塚拓馬
緑松の職人。実家がまんじゅう屋で、大学卒業後に緑松で修業している。気持ちをリセットしたいときに女装をする癖がある。
堀河 美弦（ほりかわ みつる）
声 - 鈴木みのり
緑松でアルバイトをしている高校生。5人姉弟の長女で、進学費用の足しにするためにアルバイトをしている。音楽が趣味で、顔を隠して動画投稿をしている。和に片想いしている。
納野 倭世（いりの しずよ）
声 - 吉田美保
和の祖母。緑松の大女将だが、現在は日本各地をとびまわっており、年に一度だけ緑松に帰ってくる。
納野 一光（いりの かずてる）
声 - 及川いぞう
和の祖父。故人。緑松の創業者。

### 関係者
松風 佳乃子（まつかぜ かのこ）
声 - 髙橋ミナミ
和の元恋人。東京で同棲していたが、実家に帰ると言い出した和に「私洋菓子が好きなの」と告げて去った。
和への未練を断つために訪れた京都で偶然一果と出会い、和と再会したのをきっかけに、緑松とも取引のある京都のお茶専門店で働き始める。
私市 緋色（きさいち ひいろ）
声 - 早見沙織
職人見習い。繁忙期の助っ人として短期間だけ緑松で働く。合理主義者かつ完璧主義者。政さんが作る工芸菓子に魅せられて和菓子職人を目指す。
雪平 真理（ゆきひら しんり）
声 - 坂本真綾
一果の母で幼い頃に巴と別居し、現在はフランス在住。探偵に依頼して一果の所在を突き止め、一果を引き取るために緑松にやってくる。
雪平 巴（ゆきひら ともえ）
声 - 松岡禎丞
一果の父でギタリスト。緑松に一果を預けたのち消息不明になっている。

## 書誌情報
- 浅野りん 『であいもん』KADOKAWA〈角川コミックス・エース〉、既刊19巻（2025年5月2日現在）
  1. 2016年12月3日発売[8]、ISBN 978-4-04-104880-1
  2. 2017年5月2日発売[9]、ISBN 978-4-04-105538-0
  3. 2017年10月3日発売[10]、ISBN 978-4-04-106092-6
  4. 2018年3月2日発売[11]、ISBN 978-4-04-106551-8
  5. 2018年8月4日発売[12]、ISBN 978-4-04-107160-1
  6. 2018年12月29日発売[13]、ISBN 978-4-04-107731-3
  7. 2019年6月4日発売[14]、ISBN 978-4-04-108234-8
  8. 2019年12月28日発売[15]、ISBN 978-4-04-108935-4
  9. 2020年6月25日発売[16]、ISBN 978-4-04-109467-9
  10. 2020年11月4日発売[17]、ISBN 978-4-04-109468-6
  11. 2021年5月1日発売[18]、ISBN 978-4-04-111365-3
  12. 2021年10月4日発売[19]、ISBN 978-4-04-111805-4
  13. 2022年4月4日発売[20]、ISBN 978-4-04-111806-1
  14. 2022年9月2日発売[21]、ISBN 978-4-04-112860-2
  15. 2023年5月2日発売[22]、ISBN 978-4-04-113514-3
  16. 2023年10月4日発売[23]、ISBN 978-4-04-114128-1
  17. 2024年3月26日発売[24]、ISBN 978-4-04-114752-8
  18. 2025年3月4日発売[25]、ISBN 978-4-04-115484-7
    - マスコットチャーム付き限定版[26]、ISBN 978-4-04-115681-0

  19. 2025年5月2日発売[27]、ISBN 978-4-04-116132-6
- 浅野りん（原作）・ヤングエース編集部（編） 『であいもん 公式コミックアンソロジー 〜縁〜』KADOKAWA〈角川コミックス・エース〉、2022年6月10日発売[28]、ISBN 978-4-04-112622-6
- 浅野りん（原作・イラスト）・香坂茉里（著） 『小説版 であいもん 〜雪下に春を待つ〜』KADOKAWA〈富士見L文庫〉、2022年4月15日発売[29]、ISBN 978-4-04-074505-3

## テレビアニメ
2021年4月にアニメ化企画が進行中であることが発表され、2022年4月から6月までAT-Xほかにて放送された。
原作と同じくアニメでも京ことばでの会話となっており、事前に練習を行った上でアフレコをしている。
2022年8月24日に全12話を収録したBlu-ray BOXが発売。

### スタッフ
- 原作 - 浅野りん[4]
- 監督 - 追崎史敏[4]
- シリーズ構成 - 吉田玲子[4]
- キャラクターデザイン・総作画監督 - 渋谷秀[4]
- プロップデザイン・和菓子作画 - 佐藤史暁[6]
- 2D・衣装デザイン - 蓬田佑季[6]
- 美術監督 - 空閑由美子[6]
- 色彩設計 - 中村千穂[7]
- 3Dディレクター - 山本祐希江[6]
- 撮影監督 - 松本乃吾[6]
- 編集 - 齋藤朱里[6]
- 音響監督 - 森下広人[6]
- 音響効果 - 中原隆太
- 音楽 - 高田漣[6]
- 音楽制作 - フライングドッグ[7]
- 音楽プロデューサー - 深水円、福田正夫
- プロデューサー - 吉岡拓也
- アニメーションプロデューサー - 川人憲治郎
- アニメーション制作 - エンカレッジフィルムズ[4]
- 製作 - 緑松[4]

### 主題歌
「菫」
坂本真綾によるオープニングテーマ。作詞は坂本、作曲は岸田繁、編曲は岸田と扇谷研人。
「ここにある約束」
ayahoと曽我淳一によるスペシャルユニット「であいもん」によるエンディングテーマ。作詞・作曲はayaho、編曲は曽我。
「オーランドー」
納野和（CV.島崎信長）による第9話のエンディングテーマ。作詞・作曲・編曲は高田漣。
「八重に咲く」
堀河美弦（CV.鈴木みのり）による第2話の挿入歌。作詞・作曲はつじあやの、編曲は高田漣。

### 各話リスト
| 話数     | サブタイトル   | 脚本       | 絵コンテ        | 演出            | 作画監督 | 初放送日      |
| -------- | -------------- | ---------- | --------------- | --------------- | --- | ------------- |
| 第一話   | 和と一果       | 吉田玲子   | 追崎史敏        | 居村雄馬 徐傅峰 | 佐藤史暁 細田沙織 | 2022年 4月6日 |
| 第二話   | 四葩に響く     | 吉田玲子   | 追崎史敏        | 大西健太        | 斎藤香織 北島勇樹 佐藤史暁 Synod | 4月13日       |
| 第三話   | 夏宵囃子       | 吉田玲子   | 夕澄慶英！      | ウヱノ史博      | 佐藤史暁 細田沙織 Mubon Hyeong Jun Jeon Hyun Jin 菊池一真 權龍狀                                                                          | 4月20日       |
| 第四話   | 風青し         | 雨宮ひとみ | まついひとゆき  | 島崎奈々子      | 佐藤史暁 さゆみれい 渡辺圭太 島袋智和 菊池一真 永田有香 Cerberus rere Suwarin Promjutikanon Chotanan Pipobworachai BIG OWL                | 4月27日       |
| 第四話   | 暑気払い       | 雨宮ひとみ | まついひとゆき  | 島崎奈々子      | 佐藤史暁 さゆみれい 渡辺圭太 島袋智和 菊池一真 永田有香 Cerberus rere Suwarin Promjutikanon Chotanan Pipobworachai BIG OWL                | 4月27日       |
| 第五話   | おしょらいさん | 雨宮ひとみ | 林直孝          | 外山草          | 何振偉 川本由記子 佐藤史暁 星山企劃 金正林                                                                                                | 5月4日        |
| 第六話   | 芋名月         | 吉田玲子   | Royden B        | 居村雄馬        | 細田沙織 佐藤史暁 松下純子 小沼由莉香 Mubon Hyeong Jun Jeon Hyun Jin Min Hyun Suk Yang Ji Hye An Hyo Jung Cerberus                        | 5月11日       |
| 第七話   | 秋色に舞う     | 上座梟     | 徐傅峰          | 徐傅峰          | ジョンヒョンジン Min hyun suk Yang ji hye 八重樫優翼 米澤怜美 松下純子 徐傅峰 Suwarin Promjutikanon Chotanan Pipobworachai                | 5月18日       |
| 第八話   | くり回顧       | 吉田玲子   | 外山草 追崎史敏 | 小林寿徳        | 細田沙織 佐藤史暁 Synod MABUS Animation                                                                                                   | 5月25日       |
| 第九話   | 一陽来復       | 上座梟     | 望月智充        | 神崎ユウジ      | 野上慎也 パク ヨンヒ チョ ワンハ パク ソンハ キム ランヨン イム スギョン 佐藤史暁 小沼由莉香 Suwarin Promjutikanon Chotanan Pipobworachai | 6月1日        |
| 第十話   | 春待ち偲ぶ     | 雨宮ひとみ | 二村秀樹        | ウヱノ史博      | 佐藤史暁 細田沙織 長橋研太 西川真人 小沼由莉香 閔賢叔 梁知惠 Chotanan Pipobworachai Suwarin Promjutikanon                                 | 6月8日        |
| 第十一話 | よきかな       | 上座梟     | 夕澄慶英！      | 外山草          | 何振偉 川本由記子 米澤怜美 佐藤史暁 Suwarin Promjutikanon Chotanan Pipobworachai 閔賢叔 權勇上 無錫星月影視動画制作有限会社 星山企劃      | 6月15日       |
| 第十二話 | 春暁に鯛       | 吉田玲子   | 追崎史敏        | 居村雄馬        | 渋谷秀 佐藤史暁 細田沙織 長橋研太 無錫星月影視動画制作有限会社                                                                            | 6月22日       |

### 放送局
| 放送期間               | 放送時間                     | 放送局     | 対象地域 | 備考                                            |
| ---------------------- | ---------------------------- | ---------- | -------- | ----------------------------------------------- |
| 2022年4月6日 - 6月22日 | 水曜 23:30 - 木曜 0:00       | AT-X       | 日本全域 | 製作参加 / CS放送 / 字幕放送 / リピート放送あり |
| 2022年4月7日 - 6月23日 | 木曜 1:35 - 2:05（水曜深夜） | TOKYO MX   | 東京都   |                                                 |
|                        |                              | KBS京都    | 京都府   | 製作参加                                        |
| 2022年4月8日 - 6月24日 | 金曜 0:00 - 0:30（木曜深夜） | サンテレビ | 兵庫県   |                                                 |
|                        | 金曜 23:00 - 23:30           | BS11       | 日本全域 | BS放送 / 『ANIME+』枠                           |

| 配信開始日            | 配信時間                           | 配信サイト |
| --------------------- | ---------------------------------- | --- |
| 2022年4月7日          | 木曜 0:30（水曜深夜） 更新         | dアニメストア |
| 2022年4月14日         | 木曜 0:30（水曜深夜） 更新         | ニコニコチャンネル |
|                       | 木曜 1:00 - 1:30（水曜深夜）       | ABEMA |
|                       | 木曜 23:00 - 23:30                 | ニコニコ生放送 |
| 2022年4月14日以降順次 | 木曜 0:30（水曜深夜） 以降順次更新 | GYAO! ひかりTV FOD バンダイチャンネル Hulu TELASA J:COMオンデマンド みるプラス見放題プレミアム アニメ放題 Amazon Prime Video U-NEXT Rakuten TV DMM.com music.jp ビデオマーケット HAPPY!動画 クランクイン！ビデオ |

## コラボレーション
- 2019年4月7日から9月30日までの期間で叡山電鉄とコラボレーションを行い、ヘッドマーク掲出やコラボレーション切符の発売、スタンプラリーや出町柳駅でのキャラクターPOPの掲示などを行った[41][42]。初日の4月7日には八瀬比叡山口駅で「えいでん×であいもんコラボフェスタ」が開催され、作者によるサイン会も実施された[43][44][45]。アニメが放送された2022年には、2度目のコラボレーションが4月16日から9月25日まで実施されている[46]。
- 2020年3月8日 - 6月30日の期間で京都の和菓子店「鳴海餅本店」とコラボレーションを行い、作品内に登場する和菓子「下萌」の発売やスタンプラリーを実施した[47]。